# 24-та стрілецька дивізія (СРСР)
24-та стрілецька Самаро-Ульянівська, Бердичівська тричі Червонопрапорна, орденів Суворова і Богдана Хмельницького Залізна дивізія — військове з'єднання, що існувало у 1918—1957 роках у складі Червоної армії, а згодом — Радянської Армії СРСР.
1957 року дивізія була переформована як 24-та мотострілецька дивізія.

## Історія

### 1918—1941 (перше формування)

#### Громадянська війна
Дивізія була сформована 26 липня 1918 року за наказом Реввоєнради 1-ї армії Східного фронту.
Першим командиром дивізії був Гая Дмитрович Гай (Бжишкян), який об'єднав бойові загони самарських та симбірських робітників у Сенгілєєвсько-Ставропольське угруповання. Саме на базі цього угруповання було сформовано Першу Симбірську стрілецьку дивізію Східного фронту.
7 серпня 1918 року Г. Д. Гаю було поставлене завдання розвинути наступ з метою оволодіння Симбірськом. Перехоплення цієї точки комунікації вважалося найкращою допомогою 5-й армії, що вела бої під Казанню. Наступ 1-ї Симбірської піхотної дивізії почався 8 серпня. 1-й Симбірський полк вів бої під станицею Охотнича, 2-й Симбірський полк розгромив до батальйону білогвардійців в районі села Поповка. За ці бої Реввоєнрада 1-ї армії відзначила дивізію назвою «Залізна»:

| ...за мужність наступу на Симбірськ, що особливо була проявлена у бою під селами Тетюшське, Поповка, станицею Охотнича, надалі йменуватися Симбірською Залізною дивізієюОригінальний текст (рос.) ..за мужественное наступление на Симбирск, что особенно проявилось в сражении под деревней Тетюшское, селом Поповка и станцией Охотничья, впредь именоваться Симбирской Железной дивизией |
| — Наказ Реввоєнради 1-ї армії, 9 серпня 1918 р. |

Наказ Реввоєнради Республіки про присвоєння дивізії назви «Залізна» вийшов лише 25 жовтня 1921 року.
У листопаді 1918-го, коли була введена єдина нумерація з'єднань, вона стала 24-ю Симбірською стрілецькою. Дивізія першою серед з'єднань Червоної Армії була нагороджена найвищою на той час нагородою Республіки — Почесним Революційним Червоним Прапором.
Дивізія воювала в Заволжі, на Уралі, Оренбурзьких степах, Туркестані — таким її бойовий шлях на сході.

#### Радянсько-польська війна
Згодом 24-та Залізна Червонопрапорна була передислокована на Західний, а потім — на Південно-Західний фронт. У складі ударної групи 12-ї армії дивізія під командуванням начдива В. Павловського воювала проти польської армії, з боями дійшла майже до Львова.
Штаб дислокувався у Вінниці, полки — у Літині, Жмеринці та інших подільських містах. У 1933 році з нагоди 15-х роковин Червоної Армії дивізію було нагороджено орденом Червоного Прапора.

#### Зимова війна
Тричі Червонопрапорною вона стала після війни з Фінляндією у 1939–1940 роках, в ході якої дивізія відзначилася при прориві лінії Маннергейма на Карельському перешийку. Командир дивізії П. Вєщєв (посмертно), молодші командири І. Дребот, С. Сьомин, І. Комаров, розвідники Н. Берендєєв, І. Ульянов були удостоєні звання Героя Радянського Союзу. Пізніше брала участь в окупації з подальшою анексією Естонії.

#### Початок радянсько-німецької війни
На 22 червня 1941 року дислокувалася в Молодечно (Білорусь). З початком Німецько-радянської війни отримала наказ висуватися в район Ліди, де 25 червня 1941 року вступила в бій з однією із трьох колон 3-ї танкової групи генерал-полковника Гота, яка націлилася на Мінськ. Перші бої дивізії були доволі успішними, вона зупинила ворога і відкинула його танки за річку Клева. Рубіж утримувала до 29 червня 1941 року, але через те, що на сусідніх ділянках фронту німецькі війська прорвалися далеко на схід, дивізія опинилася в глибокому оточенні. З тяжкими боями, подолавши 500 км, 14 липня прорвала вороже кільце і в районі Мозиря вийшла з оточення з порівняно невеликими втратами.
В серпні-вересні 1941 року, дивізія у складі 67-го стрілецького корпусу брала участь у Київській оборонній операції, вела тяжкі бої в межиріччі Дніпра і Десни, відходила в напрямку Чернігова, оборонялася на річці Сейм на північ від Бахмача, потім була змушена відходити на Прилуки, Пирятин, Лубни.
У середині вересня дивізія вдруге потрапила в оточення, була розчленована на кілька ізольованих груп і знищена.
Наказом наркома оборони від 27 грудня 1941 року 1-ше формування 24-ї стрілецької Самаро-Ульянівської Залізної дивізії було вилучено зі складу Червоної Армії як такої, що загинула у боях.

#### Історія із втратою Прапора частини
З першого оточення дивізія вийшла без бойового Прапора. Політрук Олександр Барбашов, який виносив дивізійну святиню з оточення — загинув поблизу села Анютіно Черіковського району Могильовської області. Місцевий житель Дмитро Тяпін при похованні тіла офіцера виявив прапор і при визволені села в 1943 році передав його військовим. Після його реставрації, дивізії другого формування було вручено Прапор дивізії першого формування і передані по спадкоємності всі нагороди і почесні найменування.

#### Підпорядкування і місце бойових дій
- 22.06.1941 — Західний фронт, 3-тя армія
- 24.07.1941 — Центральний фронт, 3-тя армія

#### Склад дивізії
- 7-й стрілецький полк Прикарпатський;
- 168-й стрілецький полк Прикарпатський;
- 274-й стрілецький полк;
- 160-й артилерійський полк Прикарпатський;
- 246-й гаубичний артилерійський полк;
- 370-й окремий зенітний дивізіон;
- 313-й мінометний дивізіон;
- 8-ма розвідувальна рота;
- 52-й окремий винищувально-протитанковий дивізіон;
- 73-й окремий саперний батальйон;
- 56-й окремий батальйон зв'язку;
- 66-й медико-санітарний батальйон;
- 72-га окрема рота хімічний захисту;
- 59-й автотранспортний батальйон;
- 82-га польова хлібопекарня;
- 20-та рота регулювання;
- 179-та дивізійна авторемонтна майстерня;
- 1652-га польова поштова станція.

### 1941—1945 (друге формування)
На початку грудня 1941 року згідно з планом Генштабу в Архангельському військовому окрузі, у Вологодській області була сформована нова 412-та стрілецька дивізія, яка отримала 1 січня 1942 року найменування 24-ї стрілецької дивізії (2-го формування), а полкам — номери частин колишньої Залізної.
В діючій армії знаходилася з 8 березня 1942 по 10 лютого 1943, з 20 березня 1943 по 8 листопада 1943, з 30 листопада 1943 по 11 травня 1945 року.
Брала участь у розгромі ворога під Москвою; Сталінградській битві, (обороняла місто й ліквідовувала угруповання фельдмаршала Паулюса, при цьому: знищила 3300 й полонила 5575 ворожих солдатів та офіцерів, захопила 53 танки, 5 літаків, майже 5000 вантажівок та багато іншої бойової техніки); Донбаській наступальній операції, звільненні Лівобережної України, в Житомирсько-Бердичівській, Проскурівсько-Чернівецькій, Львівсько-Сандомирській, Східно-Карпатській, Західно-Карпатській, Моравсько-Остравській і Празькій наступальних операціях.
Бойовий шлях закінчила 9 червня 1945 звільненням міста Летовиці за 100 кілометрів від Праги.
У Параді Перемоги брав участь зведений взвод дивізії на чолі з капітаном Клюєвим під Прапором частини.

#### Підпорядкування і місце бойових дій
- 1.04.1942 — Калінінський фронт, 3-тя ударна армія;
- 1.10.1942 — Донський фронт, 1-ша гвардійська армія;
- 1.01.1943 — Донський фронт, 65-та армія;
- 1.04.1943 — Південно-Західний фронт, 62-га армія;
- 1.07.1943 — Південно-Західний фронт, 57-ма армія;
- 1.10.1943 — Південно-Західний фронт, 1-ша гвардійська армія, 34-й стрілецький корпус;
- 1.10.1943 — 1-й Український фронт, 18-та армія, 52-й стрілецький корпус;
- 1.01.1944 — 1-й Український фронт, 1-ша танкова армія, 11-й стрілецький корпус;
- 1.07.1944 — 1-й Український фронт, 18-та армія, 11-й стрілецький корпус;
- 1.10.1944 — 4-й Український фронт, 18-та армія, 95-й стрілецький корпус;
- 1.01.1945 — 4-й Український фронт, 16-та армія, 95-й стрілецький корпус;
- 1.04.1945 — 4-й Український фронт, 18-та армія.

#### Склад дивізії
- 7-й стрілецький полк;
- 168-й стрілецький полк;
- 274-й стрілецький прикарпатський ордена Суворова полк;
- 160-й артилерійський полк;
- 370-й окремий зенітний дивізіон;
- 97-й мінометний дивізіон (до 22.10.1942);
- 8-ма розвідувальна рота;
- 52-й окремий винищувально-протитанковий дивізіон;
- 73-й (131-й) окремий саперний батальйон;
- 56-й (45-й) окремий батальйон зв'язку (1466-та окрема рота зв'язку);
- 66-й (61-й) медико-санітарний батальйон;
- 498-ма окрема рота хімічного захисту;
- 802-га (35-та) автотранспортна рота;
- 415-та польова хлібопекарня;
- 20-та рота регулювання;
- 876-й дивізійний ветеринарний лазарет;
- 1652-га польова поштова станція;
- 1060-та польова каса Держбанку.

### 1945—1957 (третє формування)
10 липня 1945 дивізія була розформована, її номер передали 294-й стрілецькій дивізії, яка стала 24-ю стрілецькою дивізією (3-го формування).
У післявоєнний період місцем дислокації дивізії був Прикарпатський військовий округ (у районі Львова). Штаб дивізії і основна частина розташовувалися в місті Яворів.
У 1957 році дивізія була переформована як 24-та мотострілецька дивізія.

## Повні назви з'єднання
- __.__.1918 — 24-та Симбірська стрілецька дивізія;
- __.__.1922 — 24-та Самаро-Симбірська Залізна стрілецька дивізія;
- __.__.1924 — 24-та Самаро-Ульянівська Залізна стрілецька дивізія;
- 22.06.1941 — 24-та стрілецька Самаро-Ульяновська тричі Червонопрапорна Залізна дивізія;
- 01.01.1942 — 24-та стрілецька дивізія (2-ге формування);
- 06.01.1944 — 24-та стрілецька дивізія Бердичівська;
- 20.02.1944 — 24-та стрілецька Самаро-Ульянівська, Бердичівська тричі Червонопрапорна Залізна дивізія;
- __.05.1945 — 24-та стрілецька Самаро-Ульянівська, Бердичівська тричі Червонопрапорна, орденів Суворова і Богдана Хмельницького Залізна дивізія;
- __.__.1957 — 24-та мотострілецька Самаро-Ульянівська, Бердичівська тричі Червонопрапорна, орденів Суворова і Богдана Хмельницького Залізна дивізія;

## Командири

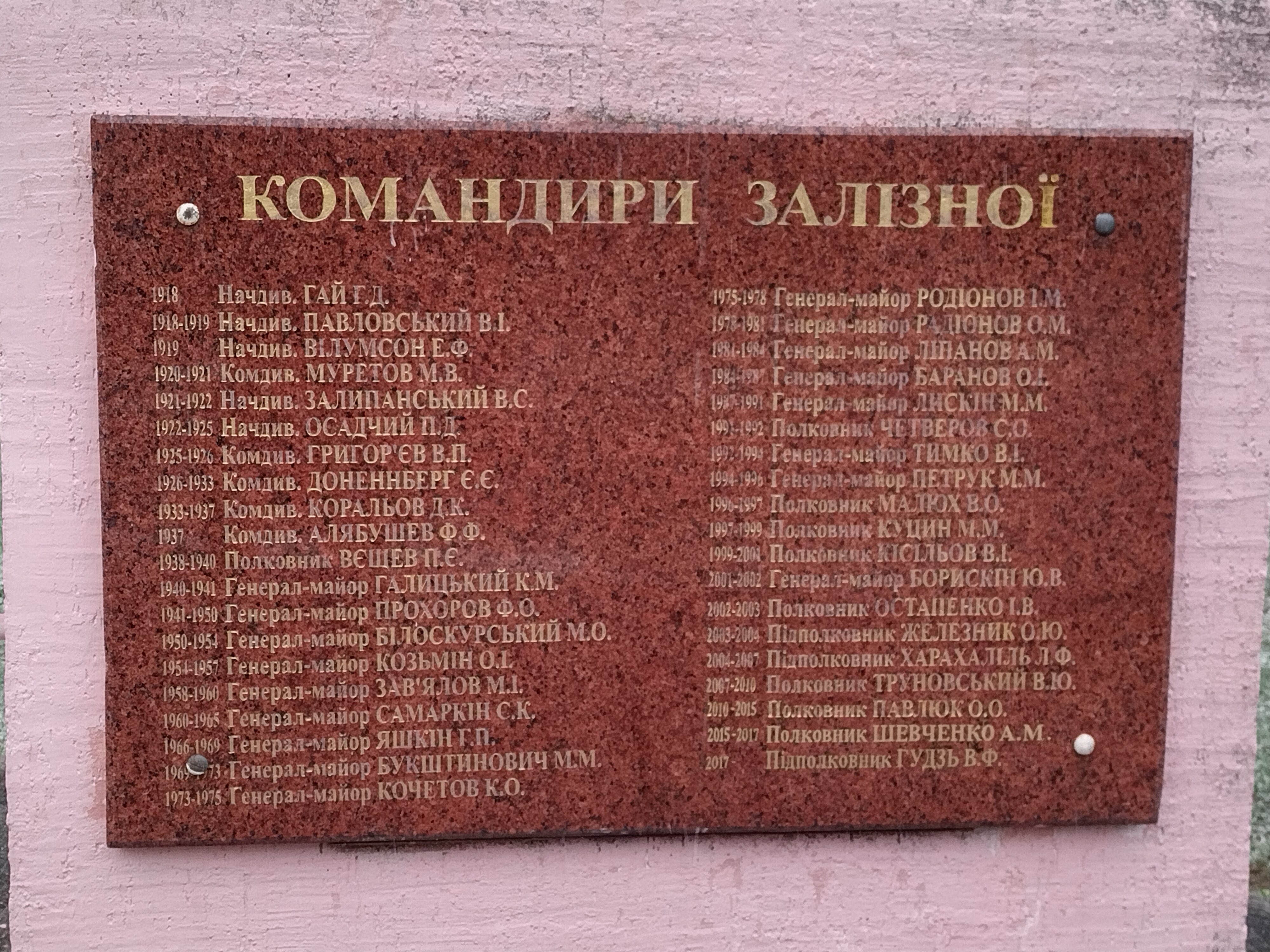
Меморіальна дошка командирів

- Гай (Гайк Бж(и)шкян(ц)) Гая Дмитрович (27 липня 1918— 20 листопада 1918), начдив, (1887—1937);
- Павловський Василь Гнатович (20 листопада 1918 — 2 лютого 1919), начдив, (1894—1934);
- Вілумсон Едуард Фрідріхович (2 лютого 1919—25 квітня 1919), начдив, (1883—1929);
- Муретов Михайло Володимирович (25 квітня 1919—30 квітня 1919), начдив;
- Павловський Василь Гнатович (30 квітня 1919—21 липня 1920), начдив, (1894—1934);
- Муретов Михайло Володимирович (21 липня 1920—11 січня 1921), начдив;
- Осадчий Олександр Маркович (квітень 1921—листопад 1923), начдив;
- Попов Володими Васильович (листопад 1923—липень 1924), комдив;
- Замілацький Григорій Савич (липень 1924—серпень 1924), комдив;
- Доненнберг Євген Євгенович (серпень 1924—15 лютого 1931), комдив, (1891—1938);
- Корольов Дмитро Карпович (15 лютого 1931—лютий 1937), комдив, (1896—1938 арештований і розстріляний);
- Алябушев Пилип Федорович (серпень 1937—грудень 1937), в. о. командира, майор, (1893—1941);
- Васильєв Василь Петрович (грудень 1937—червень 1938), полковник, (1896—1942);
- Вєщєв Петро Євгенович (19 червня 1938— 6 грудня 1939), комбриг, (1899—1939);
- Галицький Кузьма Микитович (23 грудня 1939—15 липня 1941), комбриг, з 4 червня 1940 генерал-майор, (1897—1973);
- Бацанов Терентій Кирилович (15 липня 1941— 20 вересня 1941) комбриг, з 5 червня 1940 генерал-майор, (1894—загинув 20 вересня 1941 року в Київському котлі);
- Прохоров Федір Олександрович (28 грудня 1941—червень 1950), полковник, з 27 січня 1943 генерал-майор, (1896—1962);
- Білоскурський Михайло Олексійович (червень 1950—11 червня 1954), генерал-майор, (1902—1972);
- Козьмін Олександр Іванович (17 червня 1954—7 січня 1958), полковник, з 27 серпня 1957 генерал-майор, (1913—1988);

## Нагороди дивізії
- 28.09.1918 — нагороджена Почесним Революційним Червоним Прапором;
- 13.12.1920 — отримала почесне найменування «Самарська»;
- 25.10.1921 — отримала почесне найменування «Залізна»;
- __.__.1922 — Перейменовано на 24-ту Самаро-Симбірськую Залізну стрілецьку дивізію;
- __.__.1924 — Перейменовано на 24-ту Самаро-Ульянівської Залізну стрілецьку дивізію;
- __.__.1928 — Нагороджена Почесним Революційним Червоним Прапором;
- 01.02.1933 — нагороджена Орденом Червоного Прапора;
- 11.04.1940 — нагороджена Орденом Червоного Прапора;
- 06.01.1944 — присвоєно почесне найменування «Бердичівська»;
- 20.02.1944 — дивізії передані по спадкоємності всі нагороди і почесні найменування дивізії 1-го формування;
- 08.04.1944 — нагороджена Орденом Суворова 2 ступеня;
- 18.04.1944 — нагороджена Орденом Богдана Хмельницького 2 ступеня

## Знамениті військовики дивізії
За весь час існування дивізії орденами та медалями було нагороджено 23 тисячі 730 осіб. З її лав вийшли 6 генералів армії, 2 командарми другого рангу, 11 генерал-полковників, 20 генерал-лейтенантів, 69 генерал-майорів. 17 воїнів дивізії удостоєно звання Героя Радянського Союзу. Серед них:
- Вєщєв Петро Євгенович, комбриг, командир дивізії, Герой Радянського Союзу. Звання присвоєно 15 січня 1940 року (посмертно).
- Ульянов Іван Михайлович — розвідник 168-го стрілецького полку, червоноармієць, Герой Радянського Союзу. Звання присвоєно 15 січня 1940 року за взяття цінного «язика» на лінії Маннергейма.
- Дребот Іван Захарович — командир відділення 168-го стрілецького полку, молодший командир, Герой Радянського Союзу. Звання присвоєно 11 квітня 1940 року за відзнаку при прориві лінії Маннергейма.
- Майборський Володимир Петрович — кулеметник 7-го стрілецького полку, рядовий (колишній червонофлотець), Герой Радянського Союзу. Звання присвоєно посмертно 24 березня 1945 року за закриття тілом амбразури дзота 13 липня 1944 року поблизу міста Коломиї. Однак Майборський В. П. вижив. Він був одним з трьох, які вижили після здійснення такого подвигу в роки другої світової війни;
- Макаров Павло Олександрович — командир гармати 7-го стрілецького полку, сержант, Герой Радянського Союзу. Звання присвоєно посмертно 23 вересня 1944 року за знищення ворожих танків;
- Галицький Кузьма Микитович — генерал-майор, командир дивізії, Герой Радянського Союзу. Звання присвоєно 19 квітня 1945 року (вже не в складі дивізії);
- Шверник Микола Михайлович — у 1918 військовий комісар 2-го Симбірського стрілецького полку. Голова Верховної Ради СРСР з 19 березня 1946 по 15 березня 1953.